# ワ自治管区
ワ自治管区（ワじちかんく、ビルマ語: ဝ ကိုယ်ပိုင်အုပ်ချုပ်ခွင့်ရ တိုင်、中国語: 佤自治州）は、ミャンマーシャン州内のワ族を主要民族とする自治管区。憲法の規定で、この地域は自治権を所有している。
かつてミャンマー政府がシャン州第二特区（Shan State Special Region No. 2）と呼称していた事実上の自治区ワ州（Wa State）を公認する形で創設された。自治管区北部のホーパン県モンマオ郡区などはワ州が実効支配しており、ミャンマー政府の統制下にあるのは自治管区南部のマッマン県に限られる。
2024年1月4日、ミャンマー軍が管轄していた自治管区首都ホーパンとパンロンが三兄弟同盟に占領された。10日、2町はワ州へ正式に引き渡された。

## 下位区分

ワ自治管区の範囲を示した地図

ワ自治管区は、2つの県（District）とその下の8つの郡区(Township)と1つの小郡区（Subtownship）を管轄している。
| 名称           | 英語名            | 人口（2014年国勢調査） | 面積（km²） |
| ホーパン県     | Hopang District   | 326,845                | 4,619.9     |
| -------------- | ----------------- | ---------------------- | ----------- |
| ホーパン郡区   | Hopang Township   |                        | 1,333.4     |
| モンマオ郡区   | Mongmao Township  |                        | 1,792.9     |
| パンワウン郡区 | Pangwaun Township |                        | 1,493.6     |
| マッマン県     | Matman District   | 215,642                | 7,812.1     |
| マッマン郡区   | Matman Township   |                        | 2,979.8     |
| ナンパン郡区   | Namphan Township  |                        | 1,678.7     |
| パンサン郡区   | Pangsang Township |                        | 3,153.7     |

- ナムティット小郡区（Namtit Subtownship）